# Клервилль, Луи-Франсуа
Луи-Франсуа Клервилль (фр. Louis-François Clairville; 1811—1879) — французский писатель.

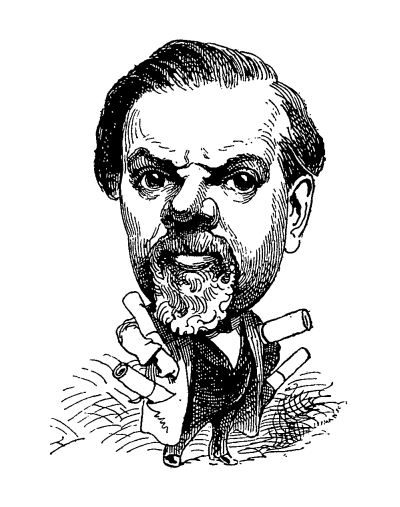
Жорж Лафосс. Карикатурный портрет Клервилля. 1874

Был актёром; написал, отчасти с Мио, целую серию остроумных водевилей и так называемых «revues», осмеивающих и пародирующих различные события и злобы дня; число его водевилей доходило до 300. Мишенью его остроумия служили, среди прочих, Прудон («La propriété c’est le vol» и др. пьесы), Мейербер («L’âne Baptiste», пародия на «Пророка»), Виктор Гюго («Les Huresgràves», пародия на «Burgraves»).
В сотрудничестве с Дартуа, Гранже, Мельвилем, Коненом и др. Клервилль написал несколько пьес, приближающихся к более серьёзному жанру комедии нравов.
В 1853 году опубликовал сборник «Chansons et poésies» шовинистского характера.